# Ortetamina
A ortetamina (DCI), também conhecida como 2-metilanfetamina (2-MA), é uma droga estimulante da classe das anfetaminas. Em testes em ratos, a 2-MA substituiu a dextroanfetamina de forma mais próxima que a 3- ou 4-metilanfetamina, embora sua potência seja apenas de aproximadamente 10% em comparação à dextroanfetamina.

## Legalidade
Em 18 de janeiro de 2019, a agência de saúde pública da Suécia classificou a 2-MA como uma substância narcótica.